# Sirathu
Sirathu is een nagar panchayat (plaats) in het district Kaushambi van de Indiase staat Uttar Pradesh. 

## Demografie
Volgens de Indiase volkstelling van 2001 wonen er 12.208 mensen in Sirathu, waarvan 52% mannelijk en 48% vrouwelijk is. De plaats heeft een alfabetiseringsgraad van 53%. 